# Stadio Friuli
Stadio Friuli, je fotbalový stadion v italském městě Udine, v regionu Furlansko-Julské Benátsko. Byl vystaven v roce 1976 a v roce 1990 se zde odehrály tři zápasy MS. Do roku 2013 byl vlastníkem město. Poté se 4,5 milionů Euro pronajalo na 99 let Udinese Calcio S.p.A. Od roku 2016 je stadion znám pro komerční účely jako Dacia Arena. Hrálo se zde i Ragby a jsou zde pořádány hudební koncerty.

## Historie
Stadion se začal stavit díky starostovi města Angela Candoliniho, který chtěl dát městskému fotbalovému týmu (který v té době hrál v nižší lize) nové a modernější hřiště, než by starý stadion Stadio Moretti. Architekti se inspirovali olympijským stadionem v Mnichově a oblouku Gateway Arch v St. Louis. Tento oblouk, který podpírá střechu centrální tribuny (která se postupem času stala samotným symbolem závodu) je asi 200 metrů dlouhý a 31,30 metrů vysoký.
Stadion byl koncipován jako multifunkční a multisportovního typu. Pod krytou tribunou (o ploše 6 440 m², jejíž střešní „oblouk“ je vysoký 31,30 m) byly kanceláře, haly a tělocvičny, které od roku 2012 byl získán výhradně jen pro fotbalový klub, které po asi třiceti letech sdílení s jinými sportovními kluby ve městě ( šerm , gymnastika , bojová umění a atletika ). Byla zde i atletická dráha, která vedla kolem hřiště a byla po celou dobu své existence použita pouze třikrát.

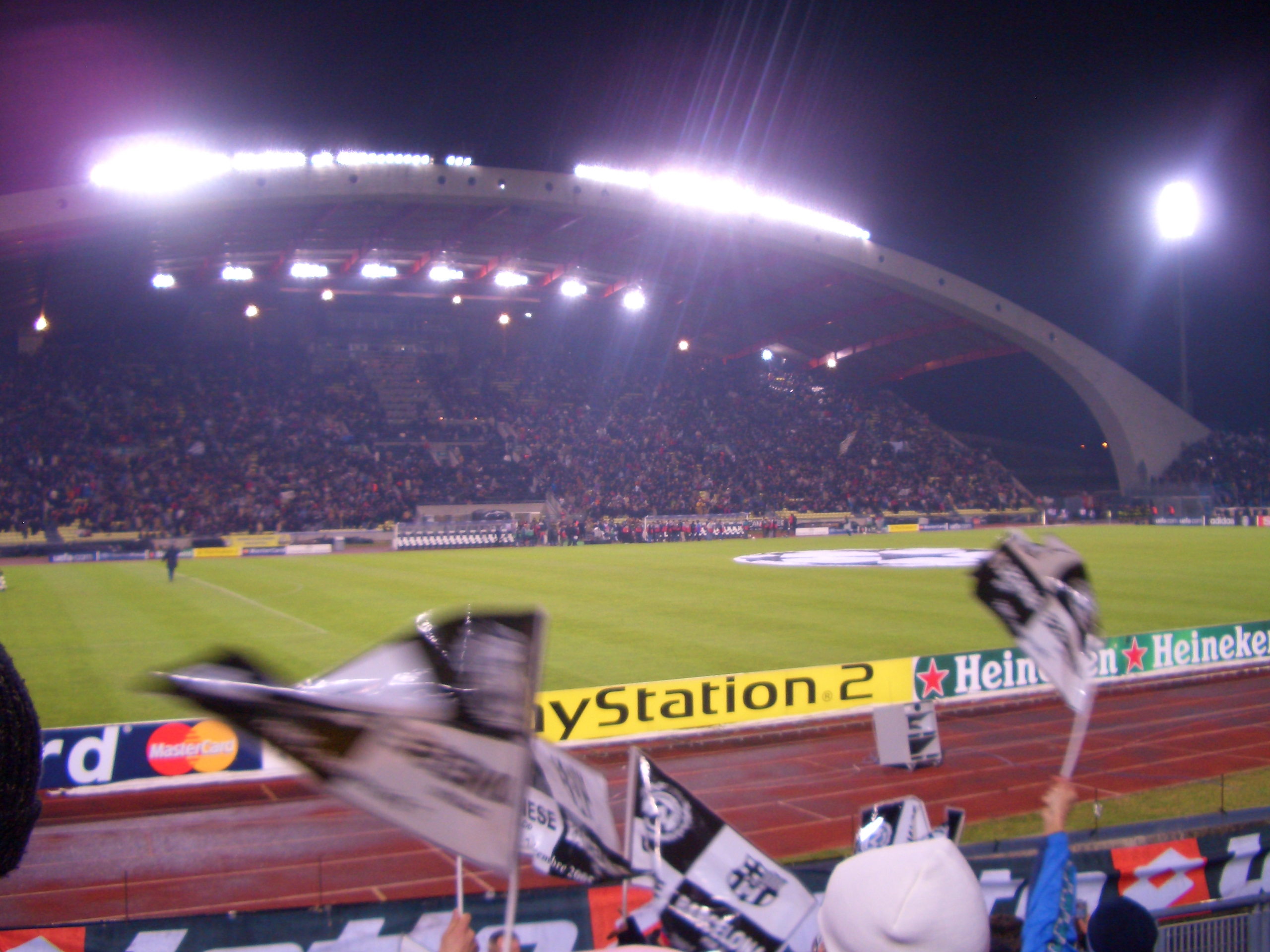
Slavný oblouk, inspirovaný obloukem v Gateway Arch v St. Louis

První utkání zde bylo odehráno 26. září 1976 při utkání Udinese – Seregno. Stadion nebyl v době otevření pojmenován a neformálně se používalo Stadio dei Rizzi, protože na pozemku rodiny Rizziů byl stadion postaven. Kapacita byla na 50 000 diváků a bylo zastřešené jen centrální sektor, kde byl oblouk.
V roce 1984 byla zde za 5 miliard lir nainstalována obří obrazovka  Cosmos, která byla 8 metrů na vysoká a 9,45 široká. V provozu byla do roku 1990 a odstraněna byla až v roce 2010, když byla nahrazena novou za 900 000 Euro.
Velká přestavba byla provedena při příležitosti pořádání turnaje MS 1990. Práce stály 5 miliard lir a spočívaly ve výstavbě parkovišť pro 5 000 aut, vytvoření nové místnosti pro tisk, instalaci nových sedadel, vylepšení osvětlovacího systému a vybudování dvou věží. město Udine bylo jediné město, které nevyužilo veřejné finance na renovaci stadionu, jehož velká část byla znovu použita na stavbu stadionu Stadio Nereo Rocco v Terstu.
Další velké renovace začaly v roce 2013 a trvaly tři roky. Vlastník klubu Udinese Giampaolo Pozzo zaplatil tyto renovace z vlastní kapsy a s městem podepsal smlouvu na 99 let. Odstranila se atletická dráha, hřiště bylo posunuto k centrálnímu sektoru a pro 25 132 diváků bylo zastřešeno. Celkové náklady byly 50 milionů Euro. Dne 17. ledna 2016 byl při utkání s Juventusem otevřen. Při této příležitosti se stadion přejmenoval podle sponzora Dacia Arena. Proti názvu se postavily  skupiny fanoušků a také město. Nakonec všechno musel řešit soud, který rozhodl v neprospěch klubu.
Stadion má mezinárodní ocenění UEFA 3, proto je vhodná pro národní a mezinárodní soutěže, jako je Liga mistrů UEFA a Evropská liga UEFA, z nichž však nemůže hostit finále, které se musí mít UEFA 4 (které v Itálii jsou čtyři).

## Zápasy

### První zápas
| 26. září 1976 | Udinese        | 1 – 0 | Seregno | Stadio Friuli                             |  |  |
|               | Pellegrini 58' |       |         | Diváci: 17 000 Rozhodčí: Egidio Ballerini |  |  |
|               |                |       |         |                                           |  |  |

### První reprezentační zápas
| 17. listopad 1979 | Itálie                    | 2 – 0 | Švýcarsko | Stadio Friuli      |  |  |
|                   | Graziani 25' Tardelli 40' |       |           | Rozhodčí: Eriksson |  |  |
|                   |                           |       |           |                    |  |  |

### Mistrovství světa
Stadion hostil ročník Mistrovství světa ve fotbale konaný v Itálii v roce 1990.
- Uruguay –  Španělsko 0:0 (skupina E) 13. června
- Jižní Korea –  Španělsko 1:3 (skupina E) 17. června
- Jižní Korea –  Uruguay 0:1 (skupina E) 21. června

### Mistrovství Evropy U21
Také hostil ročník Mistrovství Evropy ve fotbale hráčů do 21 let konaný v Itálii v roce 2019.
- Německo –  Dánsko 3:1 (skupina B) 17. června
- Dánsko –  Rakousko 3:1 (skupina B) 20. června
- Rakousko –  Německo 1:1 (skupina B) 23. června
- Španělsko –  Německo 2:1 (finále) 30. června